# Gottfried Prehauser
Gottfried Prehauser (Vienna, 8 ottobre 1699 – Vienna, 29 gennaio 1769) è stato un attore teatrale e commediografo austriaco.

## Biografia
Prehauser, di umili origini, partecipò alla vita militare promossa dal principe Eugenio.
Dopo di che si avvicino al palcoscenico girando parecchi paesi in lingua tedesca, finché venne convocato a Vienna dall'attore e commediografo Josef Anton Stranitzky nel 1725 per interpretare la maschera di Hanswurst.
Stranitzky che fu l'attore puù popolare e di successo per questa maschera, nominò Prehauser come suo successore.
In breve tempo Prehauser conquistò le simpatie del pubblico, grazie alle sue qualità satiriche, alla sua eleganza, alla sua arguzia espressiva.
Anche se nella sua ultima fase artistica recitò in qualche commedia, quale Minna di Gotthold Ephraim Lessing, le sue caratteristiche principali restarono sempre la sua genialità e la sua improvvisazione, ispirato dalla Commedia dell'arte, ma sinceramente legato alla tipologia del popolo viennese.
Le sue opere principali furono Hanswurstische Träume (Sogni di pagliaccio, 1764) e Der wienerische Hanswurst oder lustige Reyse aus Salzburg in verschiedene Länder (Il viennese Hanswurst o Merry Reyse da Salisburgo in diversi paesi, 1764).

## Opere
- Hanswurstische Träume (Sogni di pagliaccio, 1764);
- Der wienerische Hanswurst oder lustige Reyse aus Salzburg in verschiedene Länder (Il viennese Hanswurst o Merry Reyse da Salisburgo in diversi paesi, 1764).